# Eleusi
Eleusi (in greco Ελευσίνα?, Elefsina) è un comune della Grecia situato nella periferia dell'Attica (unità periferica dell'Attica Occidentale) con 29.879 abitanti secondo i dati del censimento 2001.
A seguito della riforma amministrativa detta Programma Callicrate, in vigore dal gennaio 2011, che ha abolito le prefetture e accorpato numerosi comuni, la superficie del comune è ora di 37 km² e la popolazione è passata da 25.863 a 29.879 abitanti.
Qui nacque nel 525 a.C il primo dei tre grandi tragici: Eschilo
Si trova di fronte all'isola di Salamina, 20 km a nord-ovest di Atene.
Nel 2021 è stata scelta per essere capitale europea della cultura, insieme a Timișoara e Novi Sad; a seguito della pandemia di COVID-19 si è deciso di modificare il calendario delle capitali europee della cultura, per cui Eleusi deterrà il titolo nel 2023 insieme a Timișoara e Veszprém.

## Storia

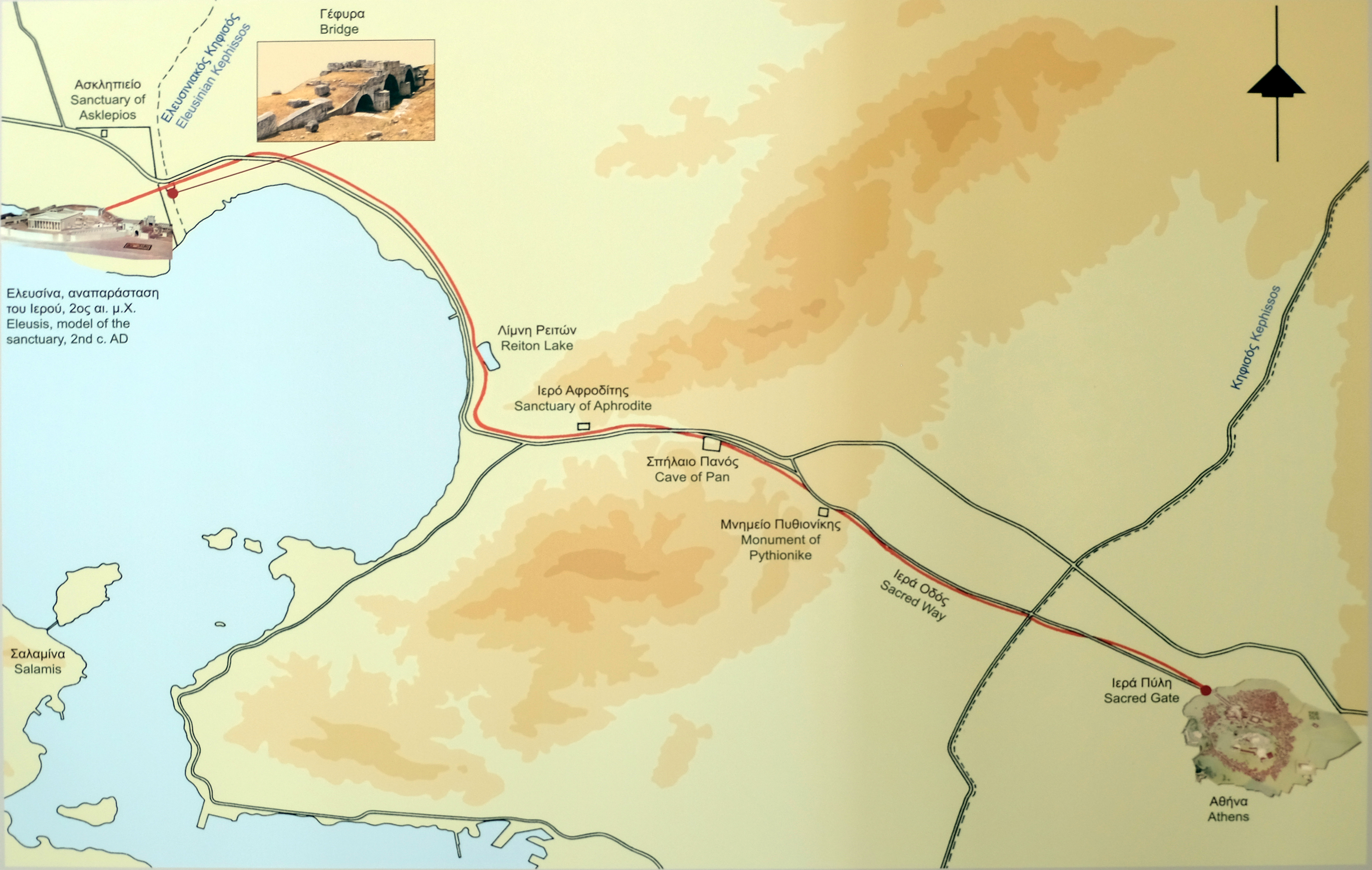
Mappa della via sacra

Eleusi fu una città-stato indipendente fino al VII secolo a.C., epoca in cui entrò nello stato attico alleandosi con Atene. La città divenne un centro importante per il culto della dea Demetra, a cui era dedicato un tempio di epoca micenea, nell'acropoli. Il tempio era noto per la celebrazione di riti di iniziazione detti Misteri eleusini. Riferimenti alla città e ai Misteri si trovano in diversi miti greci. Eleusi era collegata ad Atene tramite la via sacra utilizzata dagli iniziati per compiere un pellegrinaggio di iniziazione. Parte del tracciato esiste tuttora, mentre per buona parte è coperto dalla Iera odòs.
Alla fine del 404 a.C. i Trenta tiranni, sconfitti dai ribelli guidati da Trasibulo, si trasferirono a Eleusi.
Nel 125 d.C. l'imperatore Adriano fece costruire un ponte romano lungo la via sacra per agevolare l'attraversamento del fiume Kefisso. I resti del cosiddetto Ponte di Adriano (lungo 50m e largo 5,30 m) sono ancora visibili appena fuori dalla città.
Il santuario fu chiuso da Teodosio I nel 381. Pochi anni dopo Eleusi fu presa e saccheggiata dai barbari, e nel 396 venne abbandonata.

## Archeologia
Nella zona di Eleusi si iniziò a scavare nel 1882. Gli scavi riportarono alla luce le rovine di un edificio sacro dove si svolgevano le cerimonie, parte delle mura, e alcuni edifici legati al culto dei misteri eleusini.
L'edificio principale, dove si svolgeva la cerimonia, è chiamato Telesterion. È una tipologia architettonica sviluppatasi dall'antico tempio di Demetra di epoca arcaica che ha assunto la forma di un anaktoron all'interno della struttura principale. Sotto l'epoca classica raggiunse la sua massima elaborazione con il progetto di Ictino, autore del Partenone. Il Telesterion era una stanza di notevoli dimensioni con addossate alle pareti 7 gradini per gli spettatori del culto. Al centro si ergevano, secondo il progetto di Ictino mai terminato, 76 colonne doriche su due ordini.
All’interno del sito di Eleusi è presente il Museo archeologico di Eleusi.

## Mitologia
Eleusi, o Eleusino, è anche l'eroe della città di Eleusi. Figlio di Ermes e Deira, sposato con Cotone, padre di Trittolemo. Perì per mano di Demetra.